# Vicelinkyrkan, Ratekau

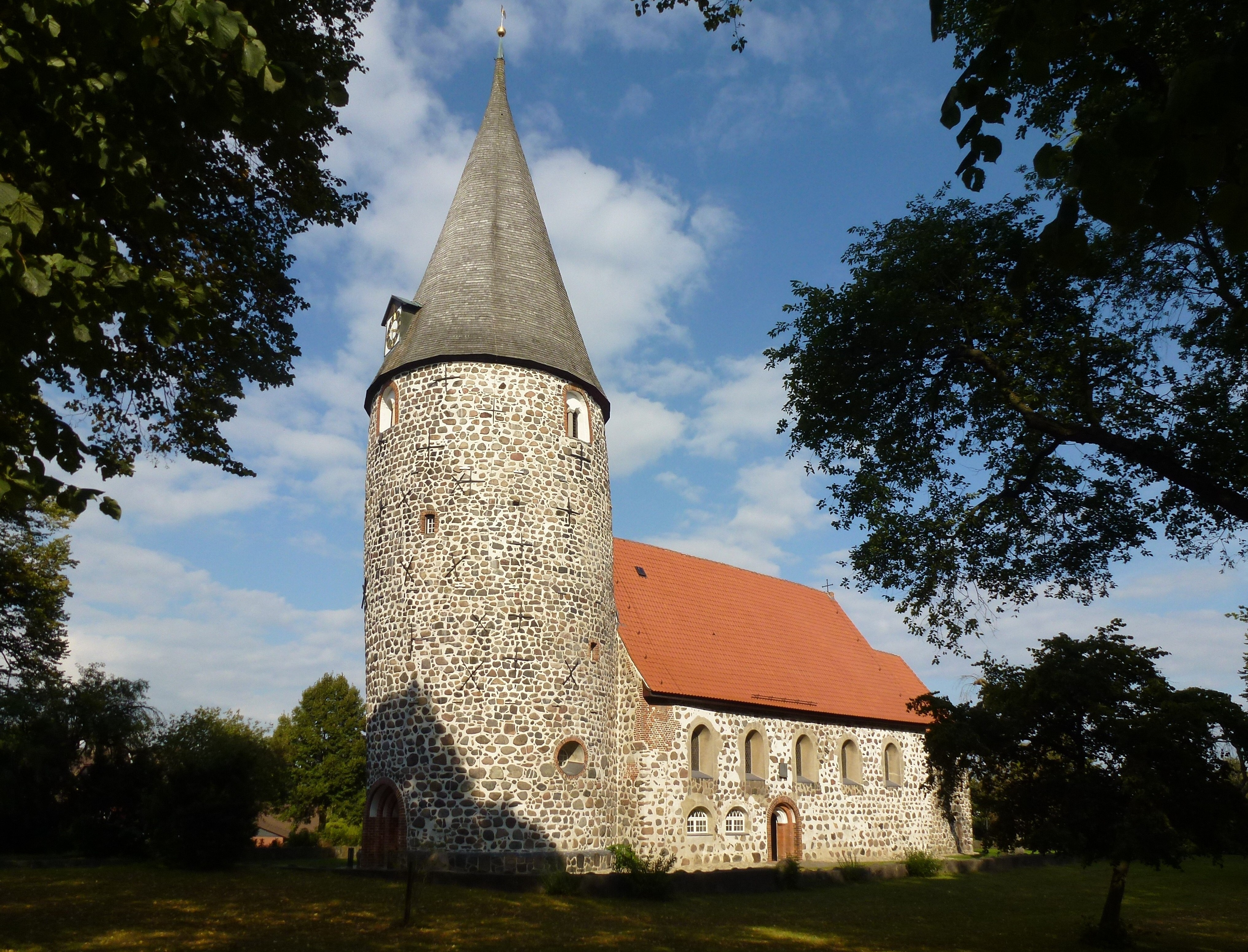
Vicelinkyrkan i Ratekau, september 2013.

Vicelinkyrkan i Ratekau (Vicelinkirche Ratekau även Ratekauer Feldsteinkirche) är en kyrka som ligger i kommunen Ratekau, Ostholstein i förbundslandet Schleswig-Holstein i norra Tyskland. Kyrkan, som uppfördes på 1100-talet räknas till en av de bäst bevarade naturstenskyrkorna i Ostholstein. Kyrkan har sitt namn efter biskopen och missionären Vicelinus (död 1154). Kyrkan avbildas även i Ratekaus kommunvapen.

## Historik
Byggarbetena för Ratekauer Feldsteinkirche började kort efter att Wagrien (betecknar den nordöstra delen av Holstein) erövrades av Holsten 1138/39.  Wagrien förlänades Adolf II av Holstein år 1147 genom  Henrik Lejonet. Samtidigt började missionären Vicelinus att införa kristendomen och koloniseringen av Wagrien inleddes. Fältstenskyrkan i Ratekau är ett exempel på hur den kyrkliga och den världsliga makten samarbetade. Tillsammans med kyrkans företrädare, biskopen Gerold von Oldenburg, utvalde Adolf II platsen för kyrkbygget år 1156.

## Kyrkbyggnad
Byggnadsmaterialet fanns gratis i omgivningen. Naturstenen (övervägande fältsten) behövde bara samlas ihop och gips för murbruket kom från det närbelägna kalkberget i dagens Bad Segeberg. Byggnaden domineras av ett runt torn krönt av en konfornad tornhuv, täckt med spån. Tornet tjänade även som försvarstorn under oroliga tider. Själva kyrkorummet är uppfört i romansk stil som salkyrka i ett skepp. Sadeltaket över kykorummet och absiden är numera täckt med takpannor. Mot norr utfördes 1913 en mindre tillbyggnad. Under åren 2011-2013 genomfördes en omfattande in- och utvändig restaurering av byggnaden.

## Bilder

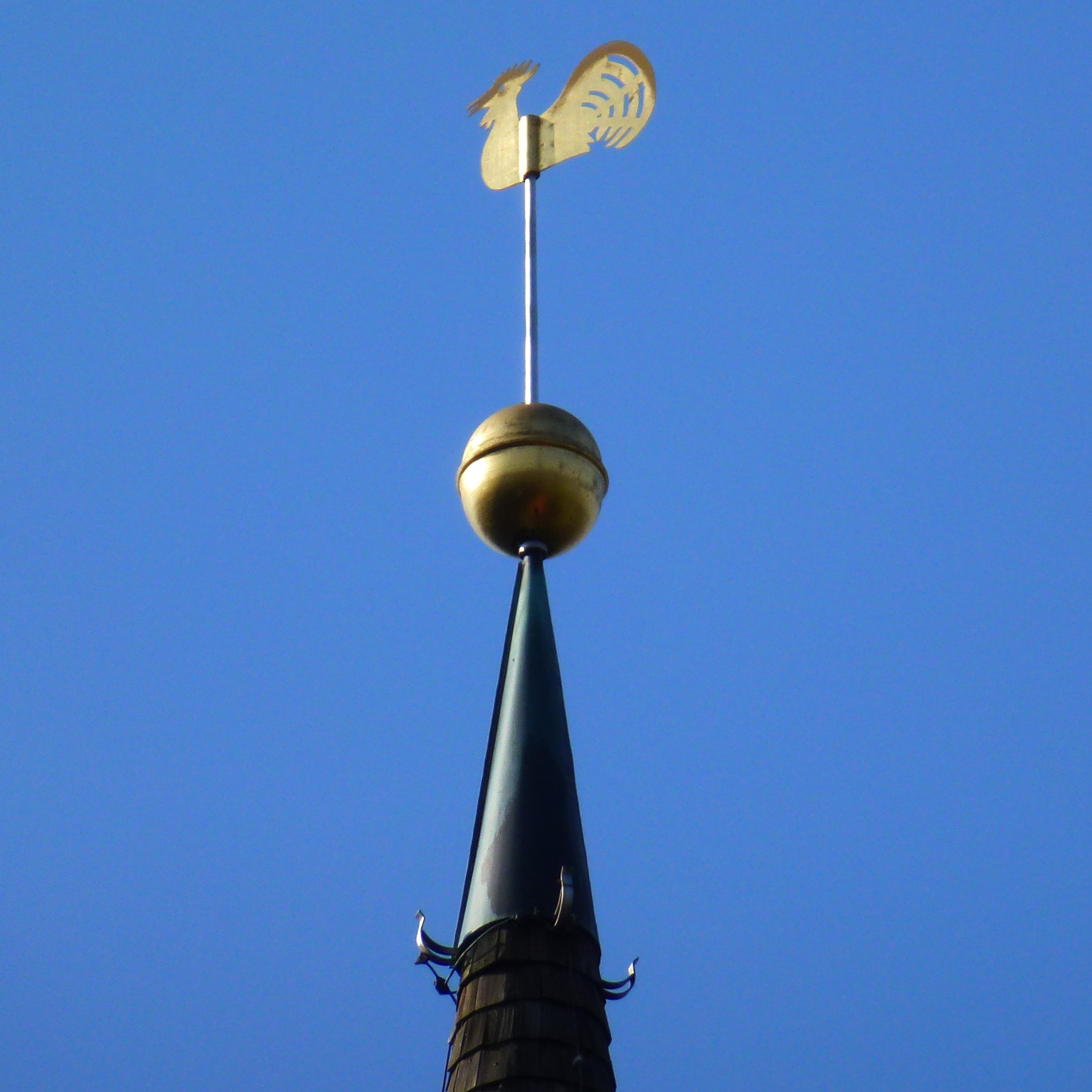
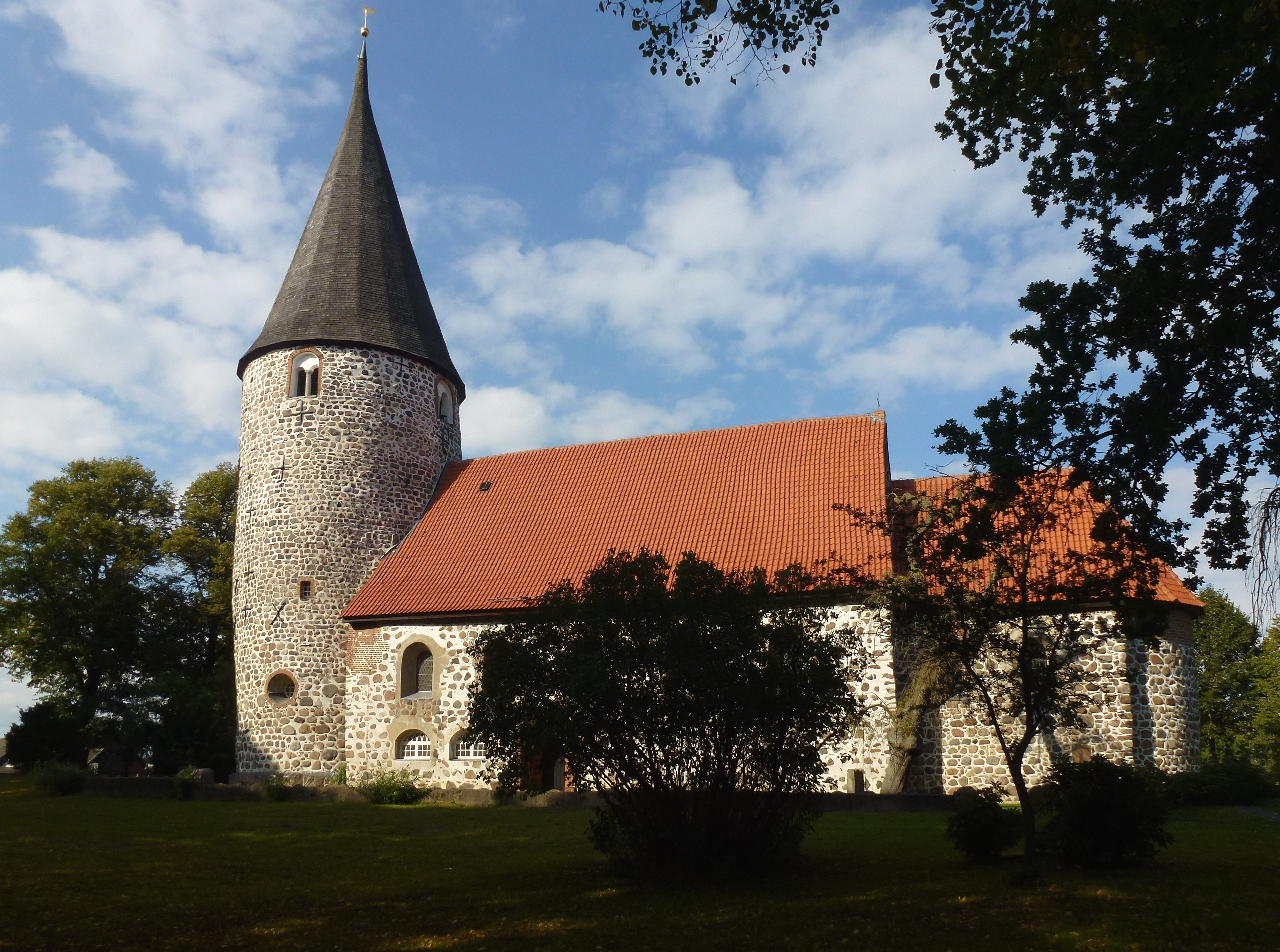
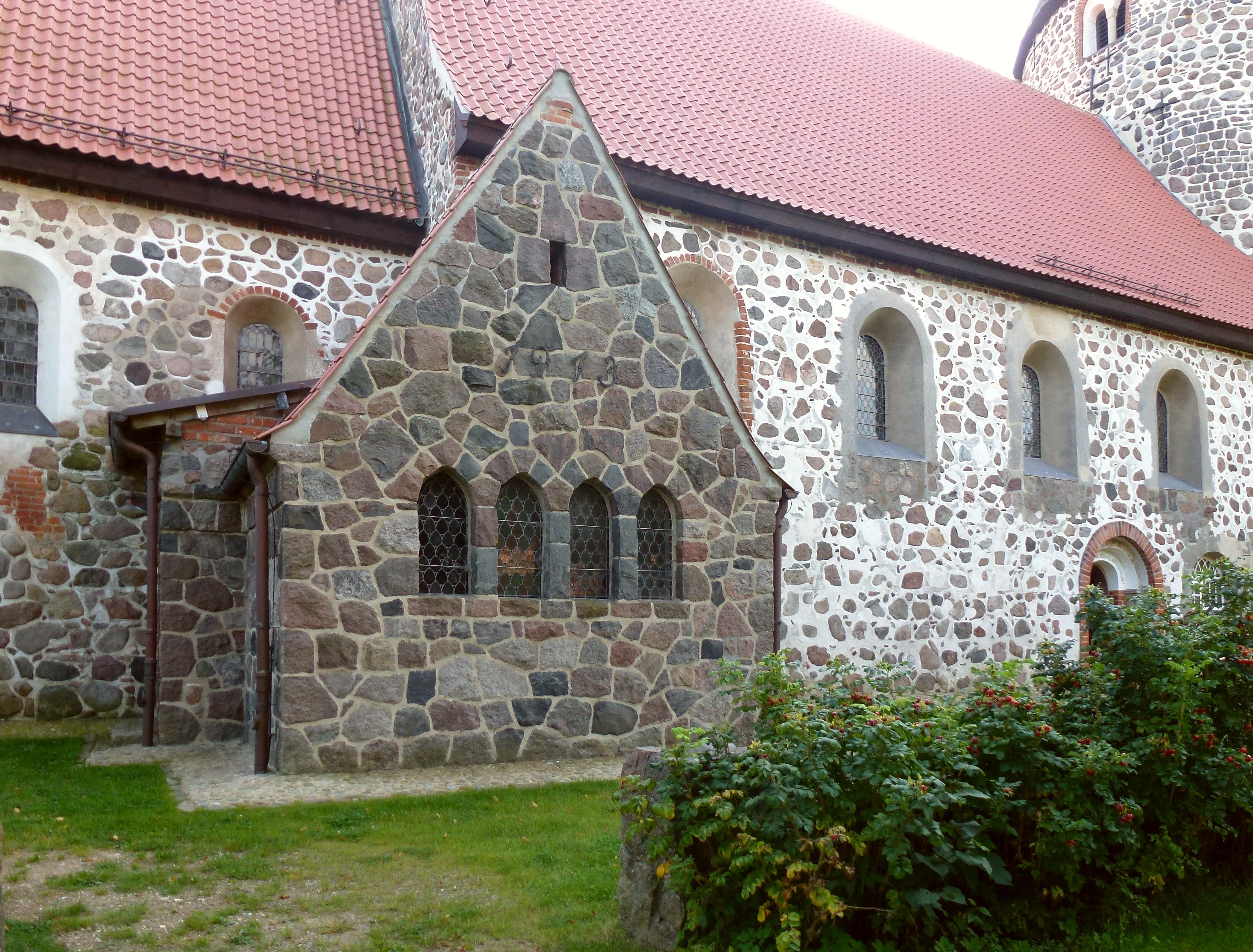
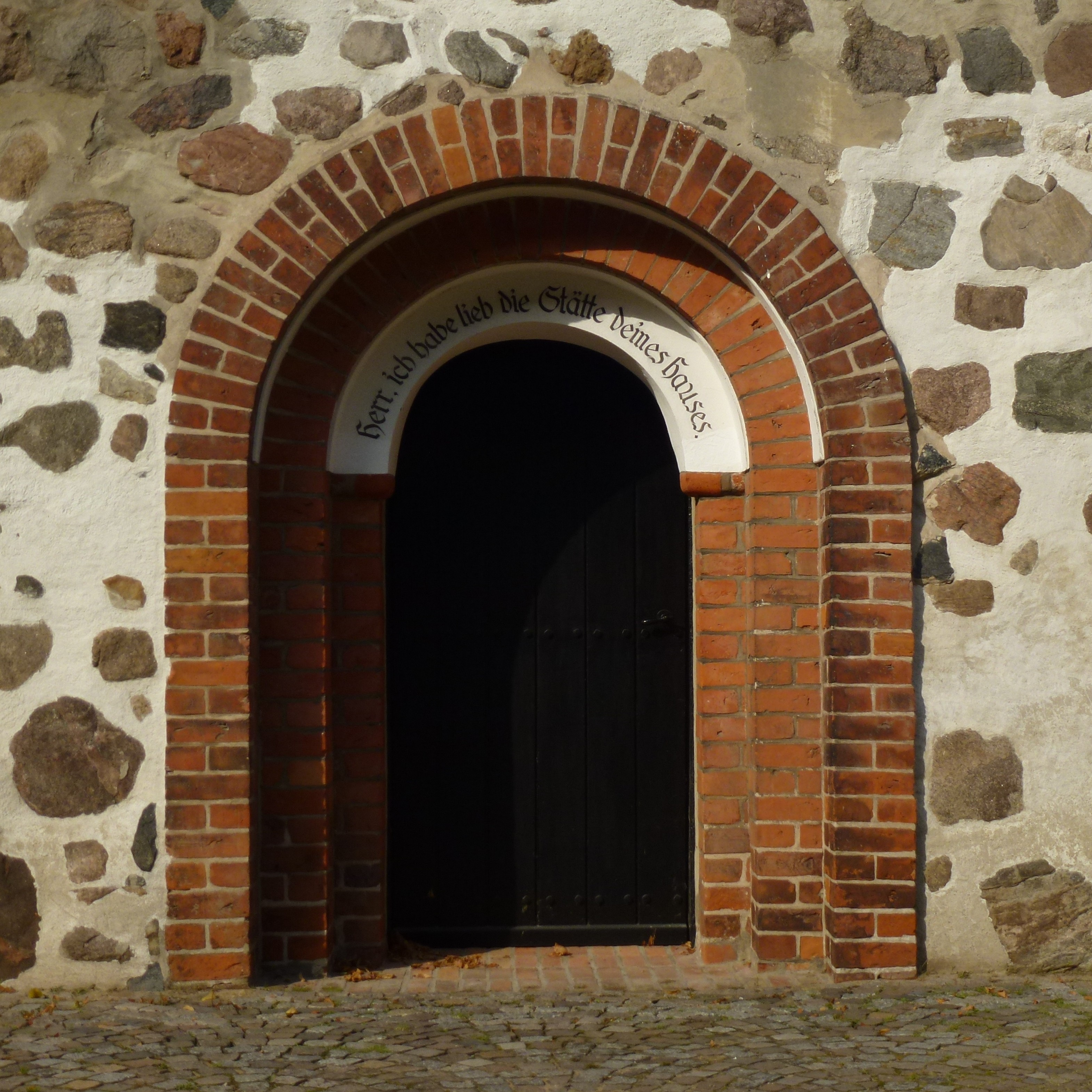